# Земля Адама Кока
Земля Адама Кока или Адам Кокланд (африк. Adam Koksland) — республика гриквы, существовавшая с 1825 года по 1861 год. В 1861 году Адам Кок III вместе со своим народом покинул эту территорию и основал Новый Грикваланд на востоке.

## История
Гриква пересекли реку Оранжевую в целях заселения территорий за пределами Капской колонии, поскольку будучи цветными они не чувствовали себя в безопасности в колонии. Земля Адама Кука, расположенная на юге нынешнего Фри-Стейта, была заселена гриквой под руководством семьи Кока. Гриква занимали землю на индивидуальной основе и содержали большие стада домашнего скота. Это было небольшое, но развитое сообщество с сильным чувством независимости.
Из-за Великого трека в Землю Адама Кока вторглись фуртреккеры, которых привлекли огромные пастбища. Поскольку британцы были заняты в кафрских войнах, они посылали миссионеров, чтобы избежать вооруженного конфликта между гриквой и бурами.
Английские миссионеры убедили капитана Адама Кока III сделать Землю Адама Кока британским протекторатом. Взамен была предоставлена защита и предприняты меры для остановки буров. Однако из обещанной защиты ничего не вышло, и буры продолжали беспрепятственно вторгаться на пастбища. В 1848 году Гарри Смит провозгласил Суверенитет Оранжевой реки, а шесть лет спустя появилась бурская республика — Оранжевое Свободное Государство, в результате чего у гриквы не было никаких шансов на независимость. В 1861 году Адам Кок III и его народ покинули эти земли через Драконовы горы, чтобы основать Новый Грикваланд, который просуществовал до 1879 года.